# Shara Nova
Shara Nova (dříve Worden, 22. dubna 1974, El Dorado, Arkansas) je americká zpěvačka a hudební skladatelka. Působí ve skupině My Brightest Diamond. Jako skladatelka je oceňována za své sborové skladby a barokní komorní operu You Us We All (2015). Skladby pro ni jako pro zpěvačku skládali skladatelé nové hudby, například Sarah Kirkland Snider, David Lang, Steve Mackey a Bryce Dessner. Jako zpěvačka vystoupila s řadou umělců, například s Davidem Byrneem, Laurie Anderson, The Decemberists, Sufjanem Stevensem, Jedi Mind Tricks, The Blind Boys of Alabama a Stateless, rovněž spolupracovala s vizuálními umělci Matthewem Ritchie a Matthewem Barney. Dříve byla frontmankou skupiny AwRY. Dne 3. března 2016 si po rozvodu se svým manželem změnila příjmení z Worden na Nova.

## Život
Narodila se v El Doradu v Arkansasu. Její otec byl hráč na akordeon a ředitel sboru a její matka byla varhanicí v místním letničním kostele. Její strýc Donald Ryan, klasický a jazzový pianista a aranžér, ji učil hře na klavír. Její rodina se stěhovala po různých státech USA, takže jako dítě žila například v Sapulpě ve státě Oklahoma nebo Ypsilanti v Michiganu.
Vystudovala obor zpěv na University of North Texas a získala zde bakalářský titul. Po absolvování vysoké školy žila rok v Moskvě v Rusku, kde studovala ruštinu a psala písně. Produkovala vlastní limitovanou edici EP Session I. Přestěhovala se do New Yorku, kde pokračovala ve studiu opery u Josephine Mongiardo. V roce 2009 se přestěhovala do Detroitu.
V roce 1997 se provdala a v roce 2016 se rozvedla. Po rozvodu si změnila jméno z Worden (příjmení jejího bývalého manžela) na Nova. Se svým bývalým manželem má dceru Constantine Jamesson Worden, narozenou v roce 2010.

## Kariéra
V roce 2001 založila s kytaristou Shanem Yarbroughem skupinu AwRY. Skupina vydala dvě alba: The Orange Album a Quiet B Sides. Po vydání alb následovalo krátké turné, po kterém se kapela rozpustila.
V letech 2002 a 2003 napsala hudbu ke dvěma divadelním představením newyorské off-Broadway scény. První z nich je hra Adama Rappa Trueblinka a druhá inscenace Muži bez stínů Jeana-Paula Sartra (Morts sans sépulture). Obě představení režíroval Simon Hammerstein.
Během této doby začala studovat skladbu u australského skladatele Padmy Newsome. V roce 2004 začala koncertovat v kapele Sufjana Stevense, aby podpořila jeho album Michigan.
V roce 2006 sestavila skupinu s názvem My Brightest Diamond a vydala album Bring Me The Workhorse na značce Asthmatic Kitty Records. Za něj byla nominována na umělkyni roku v soutěži PLUG Independent Music Awards. U stejné nahrávací společnosti vydala i svá další alba A Thousand Shark's Teeth (2008), All Things Will Unwind (2011) a This Is My Hand (2014). V roce 2012 obdržela stipendium Kresge performing arts.
V roce 2015 debutovala svou operou You, Us, We, All (kterou napsala spolu s Andrewem Ondrejcakem).

## Skladby
- Letters from Charles (Dopisy od Charlese) : pro komorní soubor yMusic[8] . Provedeno v New Yorku v březnu 2010.
- A Paper, A Pen, A Note to a Friend (Papír, pero, poznámka pro přítele) : rovněž pro soubor yMusic. Vydáno na albu Beautiful Mechanical (New Amsterdam Records, 2011).
- A Whistle, A Tune, A Macaroon : pro yMusic. Vydáno na Beautiful Mechanical (New Amsterdam Records 2011).
- Skin and Bones : pro yMusic
- From the Invisible to the Visible : pro varhaníka Jamese McVinnieho a violistku Nadiu Sirotu na objednávku festivalu MusicNOW v březnu 2012. Vydáno na albu Baroque (Bedroom Community 2013)[9]
- Pyramid Songs: My Body, the Earth / Whoever You Are : 3 písně pro The Brooklyn Youth Chorus, poprvé provedeno sborem na Crossing Borders Festival v BAM v New Yorku, květen 2012.[10]
- Kings of Macedonia : hudba pro žesťové kvarteto, bicí a sbor ke hře Andrewa Ondrejcaka Kings of Macedonia. Shara Nova ve hře vystupovala jako postava The Whore v květnu 2012 v The Kitchen.[11]
- Phase 1 & III : hudba pro pochodovou kapelu. Nahrál orchestr The Detroit Party Marching Band (2013) pro slavnostní zahájení Art X. Financováno nadací Kresge Foundation.
- The Pleiades: 5 písní pro sbor Young New Yorkers' Chorus. Uvedeno 2013.
- YOU, US, WE, ALL : hudba k barokní opeře podle libreta a v režii Andrewa Ondrejcaka.[12]
- Titration : cyklus písní a cappella pro sbor.[13]

## Diskografie

### Sólová alba
- 1998 Shara: Word
- 2004 Shara Worden: Shara Worden Live at Schubas 18/11/2004

### Se skupinou AwRY
- 2001 AwRY (nazývané též The Orange Album)
- 2001 Quiet B Sides
- 2003 Remix 1 (rovněž The Remixes), EP se šesti remixovanými skladbami

### Se skupinou My Brightest Diamond
- 2006 Bring Me The Workhorse, studiové album
- 2006 Disappear, EP (5 písní)
- 2007 Tear It Down, studiové album
- 2008 Shark Demos, EP (6 písní)
- 2008 A Thousand Shark's Teeth, studiové album
- 2008 From The Top Of The World, EP (4 písně)
- 2008 Inside A Boy, SP (4 písně)
- 2008 Shark Remixes Vol 1: Alfred Brown, Remix EP
- 2008 The Black Sessions, limitovaná edice CD s živou nahrávkou koncertu ve Studio 106, Paris
- 2009 Shark Remixes Vol 2: Son Lux, Remix EP
- 2009 Shark Remixes Vol 3: Roberto C. Lange, Remix EP
- 2010 Shark Remixes Vol 4: DM Stith, Remix EP
- 2010 Shark Remixes, limitovaná edice výběru z předešlých Shark Remix Volumes 1–4 (1 500 kopií)
- 2011 All Things Will Unwind, studiové album[14]
- 2011 Be Brave, SP (3 písně)
- 2012 I Have Never Loved Someone, 7" SP, alternate version, with "Bird on a Wire" B-side, limited edition 1,000 hand-numbered copies
- 2014 None More Than You, EP (5 písní)
- 2014 This Is My Hand, studiové album
- 2015 I Had Grown Wild, EP (6 písní)
- 2018 Champagne, EP (5 písní)
- 2018 A Million and One, studiové album
- 2024 Fight the Real Terror, studiové album

### Další projekty
- 2022 	The Blue Hour, kolektivní dílo skladatelek Rachel Grimes, Angélica Negrón, Shara Nova, Caroline Shaw a Sarah Kirkland Snider na verše Carolyn Forché On Earth, Shara Nova na albu zpívá vokální part, hraje komorní orchestr A Far Cry. Vydalo vydavatelství Nonesuch Records[15]